# سعيد بن عبد قيس
الصحابي سعيد بنُ عَبْد قَيْس بن لَقِيط بن عامر بن أميَّة بن ظَرِب بن الحارث بن فِهْر القرشي الفهري، أسلم بمكة، وكان من مهاجِرَة الحبشة في الهجرة الثانية، هو وأخوه الحارث بن عبد قيس، ورجع إلى المدينة بعد غزوة الخندق، وقيل رجع مع جعفر بن أبي طالب بعد غزوة خيبر، وهو أخو نافع بن عبد قيس الذي تعرض لزينب بنت محمد أثناء هجرتها مع هبار بن الأسود.